# ۱۲۴۱ (قمری)
۱۲۴۱ (قمری)، هزار و دویست و چهل و یکمین سال در گاهشماری هجری قمری است. اول محرم این سال برابر با شانزدهم اوت سال ۱۸۲۵ میلادی است.